# División de Honor B de rugby 2012-13
La División de Honor B de rugby 2012-13 es la 15.ª edición de la segunda competición de rugby de España desde la reestructuración en 1998. El torneo es organizado por la Federación Española de Rugby, al igual que la máxima categoría.
Para esta temporada, la primera jornada se organizó para el 14 de octubre, mientras que la última fecha de la categoría será el día 7 de abril de 2013 según el calendario oficial.

## Sistema de competición
- Esta Competición Nacional se jugará en cada grupo por sistema de liga a doble vuelta estableciéndose la clasificación de acuerdo con lo que establece el Reglamento de Partidos y Competiciones de la FER. Algunas jornadas podrán coincidir con actividad de la Selección Nacional o Combinado Nacional. En estos casos los jugadores convocados con el Equipo Nacional o Combinado Nacional deberán estar a disposición del Seleccionador Nacional hasta que finalice la concentración, no pudiendo participar con sus clubes hasta entonces.

- Después se disputará un play-off de ascenso a División de Honor que se disputan entre los 2 primeros de cada grupo con partidos a doble vuelta y una final a partido único, y unos play-off de descenso a Primera División Nacional que se disputan entre los 2 últimos de cada grupo con partidos a doble vuelta.

- Los equipos B de clubes que actualmente compiten en División de Honor no participarán en esta fase de ascenso.

- Como norma general para los tres grupos se establece que en principio desciende de cada grupo a categoría regional el equipo clasificado en el último lugar (puesto 10o) y promociona para la permanencia el penúltimo clasificado (puesto 9o). No obstante dado que la distribución de los tres grupos de División de Honor es geográfica, el número definitivo de equipos que descenderán de cada grupo a Primera División Nacional para la temporada 2013/14 estará en función del grupo al que corresponda encuadrarse al equipo (o los equipos) que desciendan de División de Honor a División de Honor B y también en función del equipo (o los equipos) que asciendan a División de Honor.

### Sistema de puntuación
- Cada victoria suma 4 puntos.
- Cada empate suma 2 puntos.
- Cuatro ensayos en un partido suma 1 punto de bonus.
- Perder por una diferencia de siete puntos o inferior suma 1 punto de bonus.

## Grupos

### Grupo 1
| Equipo                     | Ciudad                              | Entrenador   | Estadio                      | Capacidad |
| -------------------------- | ----------------------------------- | ------------ | ---------------------------- | --------- |
| Barcelona U. C.            | Barcelona                           | Bandera de ? | La Foixarda                  | 1200      |
| F. C. Barcelona Rugby      | Barcelona                           | Bandera de ? | La Foixarda                  | 1200      |
| C. R. Sant Cugat           | San Cugat del Vallés (Barcelona)    | Bandera de ? | ZEM La Guinardera            | 500       |
| R. C. L'Hospitalet         | Hospitalet de Llobregat (Barcelona) | Bandera de ? | Campo de rugby Feixa Llarga  | 300       |
| Pegamo Bera Bera R. T.     | San Sebastián                       | Bandera de ? | Miniestadio de Anoeta        | 1262      |
| Eibar Hierros Anetxe R. T. | Éibar                               | Bandera de ? | Polideportivo de Ipurúa      | 1000      |
| Durango Ilarduya R. T.     | Durango                             | Bandera de ? | Campo de rugby Arripausueta  | 304       |
| Oviedo TRADEHI R. C.       | Oviedo                              | Bandera de ? | Campo de rugby El Naranco    | 600       |
| Bathco Independiente R. C. | Santander                           | Bandera de ? | Campo municipal de San Román | 1500      |
| CRAT La Coruña             | La Coruña                           | Bandera de ? | Campo de rugby Acea de Ama   | 500       |

### Grupo 2
| Equipo                            | Ciudad                          | Entrenador   | Estadio                                                               | Capacidad |
| --------------------------------- | ------------------------------- | ------------ | --------------------------------------------------------------------- | --------- |
| C. D. Arquitectura                | Madrid                          | Bandera de ? | Estadio Nacional Complutense                                          | 12 400    |
| C. R. Liceo Francés               | Madrid                          | Bandera de ? | Estadio Ramon Urtubi                                                  | 500       |
| Club Alcobendas Rugby             | Alcobendas (Madrid)             | Bandera de ? | Las Terrazas                                                          | 2000      |
| A. D. Ing. Industriales Las Rozas | Las Rozas de Madrid (Madrid)    | Bandera de ? | Campo de rugby El Cantizal                                            | 400       |
| C. D. Hercesa                     | Alcalá de Henares / Guadalajara | Bandera de ? | Antonio Machado / Fuente de la Niña                                   | ?         |
| C. D. U. Granada                  | Granada                         | Bandera de ? | Fuentenueva                                                           | 1000      |
| Helvetia Rugby                    | Sevilla                         | Bandera de ? | I. D. La Cartuja                                                      | 3000      |
| C. R. Atlético Portuense          | Cádiz                           | Bandera de ? | C. D. Puerto de Santa María                                           | ?         |
| CAU Valencia                      | Valencia                        | Bandera de ? | Campo de rugby del Río Turia                                          | 500       |
| C. P. Les Abelles                 | Valencia                        | Bandera de ? | Campos de Rugby Jorge Diego Pantera, Polideportivo de Quatre Carreres | 1296      |

## Clasificaciones

### Grupo 1
|                                                                 | Equipo                     | J  | G  | E | P  | TF  | TC  | DT   | BO | BD | Puntos |
| --------------------------------------------------------------- | -------------------------- | -- | -- | - | -- | --- | --- | ---- | -- | -- | ------ |
| 1                                                               | Bathco Independiente R. C. | 18 | 15 | 1 | 2  | 623 | 278 | 345  | 9  | 1  | 72     |
| 2                                                               | C. R. Sant Cugat           | 18 | 10 | 3 | 5  | 628 | 324 | 304  | 11 | 4  | 61     |
| 3                                                               | Oviedo TRADEHI R. C.       | 18 | 11 | 1 | 6  | 457 | 361 | 96   | 8  | 2  | 56     |
| 4                                                               | F. C. Barcelona Rugby      | 18 | 10 | 1 | 7  | 485 | 324 | 161  | 6  | 3  | 51     |
| 5                                                               | Eibar Hierros Anetxe R. T. | 18 | 10 | 1 | 7  | 380 | 321 | 59   | 5  | 3  | 50     |
| 6                                                               | R. C. L'Hospitalet         | 18 | 10 | 0 | 8  | 380 | 319 | 61   | 6  | 4  | 50     |
| 7                                                               | Pegamo Bera Bera R. T.     | 18 | 10 | 0 | 8  | 299 | 406 | -107 | 3  | 3  | 46     |
| 8                                                               | CRAT La Coruña             | 18 | 7  | 1 | 10 | 355 | 402 | -47  | 2  | 2  | 34     |
| 9                                                               | Barcelona U. C.            | 18 | 2  | 0 | 16 | 344 | 615 | -271 | 4  | 5  | 17     |
| 10                                                              | Durango Ilarduya R. T.     | 18 | 1  | 0 | 17 | 189 | 790 | -601 | 0  | 1  | 5      |
| Fuente: Federación Española de Rugby (actualización automática) |                            |    |    |   |    |     |     |      |    |    |        |

### Grupo 2
|                                                                 | Equipo                            | J  | G  | E | P  | TF  | TC  | DT   | BO | BD | Puntos |
| --------------------------------------------------------------- | --------------------------------- | -- | -- | - | -- | --- | --- | ---- | -- | -- | ------ |
| 1                                                               | Club Alcobendas Rugby             | 16 | 14 | 2 | 0  | 740 | 174 | 566  | 13 | 0  | 73     |
| 2                                                               | C. P. Les Abelles                 | 16 | 12 | 1 | 3  | 457 | 230 | 227  | 7  | 1  | 58     |
| 3                                                               | CAU Valencia                      | 16 | 11 | 1 | 4  | 435 | 213 | 222  | 6  | 3  | 55     |
| 4                                                               | C. D. Arquitectura                | 16 | 9  | 1 | 6  | 433 | 405 | 28   | 8  | 1  | 47     |
| 5                                                               | C. R. Atlético Portuense          | 16 | 9  | 0 | 7  | 299 | 314 | -15  | 3  | 2  | 41     |
| 6                                                               | C. R. Liceo Francés               | 16 | 7  | 0 | 9  | 240 | 350 | -110 | 3  | 3  | 34     |
| 7                                                               | C. D. U. Granada                  | 16 | 3  | 0 | 13 | 205 | 416 | -211 | 3  | 3  | 18     |
| 8                                                               | A. D. Ing. Industriales Las Rozas | 16 | 2  | 0 | 14 | 221 | 554 | -333 | 4  | 3  | 15     |
| 9                                                               | Helvetia Rugby                    | 16 | 2  | 1 | 13 | 201 | 575 | -374 | 2  | 1  | 13     |
| Fuente: Federación Española de Rugby (actualización automática) |                                   |    |    |   |    |     |     |      |    |    |        |

## Fase de Ascenso

### Semifinales

#### Ida
| División de Honor B de España (Fase de Ascenso); 13 de abril de 2013 | C. R. Sant Cugat | 20 - 24 | Club Alcobendas Rugby | ZEM La Guinardera, San Cugat del Vallés |  |

| División de Honor B de España (Fase de Ascenso); 14 de abril de 2013 | C. P. Les Abelles | 14 - 36 | Bathco Independiente R. C. | Polideportivo Quatre Carreres, Valencia |  |

#### Vuelta
| División de Honor B de España (Fase de Ascenso); 20 de abril de 2013 | Club Alcobendas Rugby | 24 - 17 (48 - 37) | C. R. Sant Cugat | Las Terrazas, Alcobendas |  |

| División de Honor B de España (Fase de Ascenso); 21 de abril de 2013 | Bathco Independiente R. C. | 42 - 12 (78 - 26) | C. P. Les Abelles | San Román, Santander |  |

### Final

#### Ida
| División de Honor B de España (Fase Final de Ascenso); 28 de abril de 2013 | Club Alcobendas Rugby | 8 - 13 | Bathco Independiente R. C. | Las Terrazas, Alcobendas |  |

#### Vuelta
| División de Honor B de España (Fase Final de Ascenso); 5 de mayo de 2013 | Bathco Independiente R. C. | 12 - 13 (25 - 21) | Club Alcobendas Rugby | San Román, Santander |  |

| Por un resultado global favorable de 25 - 21: Asciende a la División de Honor para la temporada 2013-14: Bathco Independiente R. C. |